# مرسدس-بنز الجزائر
مرسدس بنز الجزائر (عربی: مرسيدس بنز الجزائر) Ltd. ، یک سرمایه‌گذاری مشترک بین شرکت آلمانی دایملر آگ و شرکت خودروسازی الجزایر (EDIV)، که در سال ۲۰۱۲ تأسیس شد. دفتر مرکزی ان در تیارت و الرویبه و قسنطینه در الجزایر قرار دارد.

## تاریخچه
دایملر آگ وارد بازار الجزیره شد و مرسدس بنز الجزایر را در سال ۲۰۱۴ تأسیس کرد. این پروژه در ماه ژوئیه ۲۰۱۲ تشکیل شد و شامل سه سهامدار اصلی، شرکت توسعه خودرو (EDIV) وزارت دفاع ملی (۳۴٪)، شرکت ملی وسایل نقلیه صنعتی (SNVI) (۱۷٪). دومین سهامدار صندوق سرمایه‌گذاری امارات متحده عربی «آبار» (۴۹٪) است.

## امکانات تولید برند
- کارخانه اصلی مرسدس در الجزایر در رویبا، در نزدیکی پایتخت، الجزایر است که در آن کامیون‌های سنگین، اتوبوس‌ها و چنین مدل‌هایی تولید می‌شود.
- مرسدس بنز زتروس ۱۸۳۳ (۴x۴) - ۴۰۰۰ تا ۶۰۰۰ کیلوگرم بار
- مرسدس بنز زتروس ۲۷۳۳ (۶x۶) - ۷٬۰۰۰ تا ۱۰٬۰۰۰ کیلوگرم بار
- مرسدس بنز آکتروس
- مرسدس بنز آتیجو
- مرسدس بنز آکسور
- خودروی چند منظوره یونیماگ

## سایر امکانات عمده در سراسر الجزایر
- تیارت (سبرینتر، کارخانه گروه G)
- قسنطینة EMO (کارخانه موتورسازی برای تمام مدل‌ها)